# Heliga Treenighetens kyrka och franciskanklostret
Heliga Treenighetens kyrka och franciskanklostret (kroatiska: Crkva Presvetog Trojstva i franjevački samostan) är en kulturmärkt romersk-katolsk kyrka och kloster i Karlovac i Kroatien. Kyrkan (med rötter från 1500-talet) och klostret (med rötter från 1600-talet) är belägna vid Ban Josip Jelačićs torg i Zvijezda (Karlovacs historiska stadskärna) och bär stildrag från barocken. Kyrkans klocktorn är ett landmärke och klosterkomplexet (med kyrka och kloster) är den centrala romersk-katolska helgedomen i Karlovac.

## Historia
Karlovac är Kroatiens yngsta länshuvudstad och en av få städer där det exakta datumet för början på stadens tillkomst är känd. Zvijezda (Stjärnan) som idag utgör stadens historiska stadskärna uppfördes ursprungligen som ett stjärnfort under den habsburgska administrationen. Arbetena med att uppföra befästningen inleddes den 13 juli 1579 som i Karlovac högtidlighålls som "stadens dag" (dan grada). Det är okänt vilket datum kyrkan invigdes men den tros allmänt ha stått färdig redan år 1580.
Franciskanklostret är av yngre datum än kyrkan. Klostrets tillkomst sammanföll med att franciskanerna slog sig ned i staden. På deras begäran bad den lokale generalen och adelsmannen Vuk II Krsto Frankopan år 1641 den kroatiske kungen och tysk-romerske kejsaren Ferdinand III om tillstånd för franciskanerna att få uppföra ett kloster i Karlovac. Förfrågan beviljades och året därpå (1642) slog sig franciskanerna ned i staden. Inledningsvis bodde de i ett privat hus. År 1658 inledde franciskanerna arbetena med att uppföra ett kloster i direkt anslutning till kyrkan och i november samma år överlämnade Zagrebs biskop Petar Petretić kyrkan i deras ägo. Klostrets uppförande fortgick åren 1658–1676. Till dagens dato har både kyrkans och klostrets interiör och exteriör renoverats och byggts till i omgångar. Kyrkans yttre utformning härrör till största del från de ombyggnationer som utfördes åren 1683–1692 och först år 1795 fick klocktornet en kupol tillverkat i koppar.

## Franciskanermuseet
Den 15 juni 1987 invigde franciskanermunkarna ett galleri med målningar på andra våningen i klostret. Den 3 oktober 2008 (med anledning av 350-årsjubileet sedan franciskanerna inledde uppförandet av ett kloster i Karlovac) invigdes en permanent utställning av sakrala objekt i klostret. Förutom det redan nämnda galleriet och permanenta utställningen har allmänheten i överenskommelse med klostret även tillgång till en skattkammare, ett huskapell, ett rum för brödraskap/föreningar samt en lokal för presentation och utbildning om kyrkans och klostrets historia.